# خانواده پاگنده
خانواده پاگنده (انگلیسی: Bigfoot Family) یک فیلم پویانمایی رایانه‌ای کمدی-درام بلژیکی-فرانسوی ۲۰۲۰ به کارگردانی بن استاسن و جرمی دگرسون است. این دنباله فیلم ۲۰۱۷ پسر پاگنده است.
در ژوئن ۲۰۲۰، خانواده پاگنده برای اولین بار در جشنواره بین‌المللی فیلم انیمیشن انسی به نمایش درآمد. در این جشنواره نامزد بهترین فیلم بلند انیمیشن شد.

## خلاصهٔ داستان
پدر از شهرت جدید خود برای مبارزه با یک شرکت نفتی آلاسکا استفاده می کند اما وقتی او پسر را ناپدید میکند، مادر، راکون و خرس برای نجات او به سمت شمال حرکت می کنند.